# ریموندو بلانکو
ریموندو بلانکو (انگلیسی: Raimundo Blanco; ۱ اکتبر ۱۹۱۸ – ۲۸ ژوئن ۱۹۸۴) بازیکن فوتبال اهل اسپانیا بود.
از باشگاه‌هایی که در آن بازی کرده‌است می‌توان به باشگاه فوتبال سویا اشاره کرد.